# Drosophila nebulosa
Drosophila nebulosa är en tvåvingeart som beskrevs av Alfred Sturtevant 1916.

## Taxonomi och släktskap
D. nebulosa ingår i släktet Drosophila och familjen daggflugor.

## Utbredning
Artens utbredningsområde täcker stora delar av Amerika, från Kanada i norr till Argentina i syd.